# 里氏可哥鮋
里氏可哥鮋為輻鰭魚綱鮋形目鮋亞目絨皮鮋科的其中一種，為熱帶海水魚，分布於西太平洋新喀里多尼亞海域，體長可達2.1公分，棲息在礫石底質礁坡，生活習性不明。

## 扩展阅读
維基物種上的相關：里氏可哥鮋